# Sept (rivista)
Sept è stato un settimanale cattolico francese, pubblicato dal marzo 1934 all’agosto 1937. Fu fondata dopo il 6 febbraio 1934 da Marie-Vincent Bernadot, padre domenicano del provincia di Tolosa, il quale aveva precedentemente fondato La Vie spirituelle nel 1919, La Vie intellectuelle nel '28 e la casa editrice Éditions du Cerf nel '29.

## Storia
Il periodico trattò temi di grande attualità, ambendo ad interessare un pubblico più ampio rispetto all'élite intellettuale cristiana de La Vie Intellectuelle, e difese "la linea pontificia" dopo la condanna dell'Action française nel '26.
Coerente con la condanna pontificia del nazismo e del comunismo, adottò una linea centrista, a motivo della quale fu tacciato di filocomunismo dalla destra cattolica. Il settimanale aveva in particolare pubblicato un'intervista a Léon Blum, allora presidente del direttivo del Fronte popolare.
Nel ’37, la Curia romana decise per la sua abolizione, preoccupata dal fatto che il settimanale, diretto da religiosi, potesse dare l’impressione di rispecchiare la posizione politica della Chiesa. Fu quindi sostituito dalla rivista Temps présent, diretta da laici.
Il Centre d'information sur le gaullisme definì Sept come un periodico di sinistra, segnalando che Charles de Gaulle fu uno dei suoi abbonati.